# Amkino
Amkino war zwischen 1927 und dem Februar 1940 der offizielle Vertrieb für russische Filme in den Vereinigten Staaten.

## Unternehmensgeschichte
Amkino wurde 1927 als Corporation in New York City gegründet. Zudem kaufte sie Filme für den sowjetischen Markt auf. Die Leitung übernahm zunächst Dimitry Vassilev, der 1934 von Vladimir I. Verlinsky abgelöst wurde. Beide waren überzeugte Bolschewiki. Die Gesellschaft arbeitete eng mit Soyuzkino, der sowjetischen Filmgesellschaft zusammen. 1938 wurde Nicola Napoli, US-amerikanischer Kommunist und langjähriger Schatzmeister von Amkino, Produzent.
Die Filmgesellschaft veröffentlichte jährlich etwa 15 bis 20 Filme sowie einige Kurzfilme. Zu den bekanntesten und erfolgreichsten Importen zählten Panzerkreuzer Potemkin von Sergei Eisenstein (1925), Goldene Berge (1931) von Sergei Jutkewitsch und Die Familie Oppenheim (1938) von Grigori Roschal. Die meisten Titel waren jedoch eher unter Cineasten verbreitet und zirkulierten nur in einem kleinen Kreis, so zum Beispiel in den New Yorker Kinos Acme, Cameo und Waldorf. Probleme bereitete der Gesellschaft die kommunismusfeindlichen Strömungen in den Vereinigten Staaten. Auch wurden einige Filme nicht gezeigt, die sich gegen das Dritte Reich richteten, das in den 1930ern noch nicht als feindliche Nation wahrgenommen wurde. Dennoch kamen Kämpfer von Gustav von Wangenheim, Die Familie Oppenheim und Die Moorsoldaten von  Alexander Macheret in die US-amerikanischen Kinos. Einige dieser Filme wurden vom Chicago Board of Censors, der Zensurbehörde Chicagos, verboten.
Die meisten Filme liefen außerhalb der Motion Picture Producers and Distributors Association of America (MPDDA). Erster Film mit einer offiziellen Altersfreigabe wurde der kontroverse Anti-Nazifilm Professor Mamlock (1938). Dieser musste nur um eine Szene mit sexueller Anspielung und eine sadistische Szene gekürzt werden.
Der Dokumentarfilm Russian Soil wurde bei der Oscarverleihung 1942 für den Oscar als Bester Dokumentar-Kurzfilm nominiert. Dort trat das Unternehmen als Produktionsfirma auf, nachdem es sich bereits im Februar 1940 in Artkino Pictures umbenannt hatte.